# Blackburneus aegrotus
Blackburneus aegrotus är en skalbaggsart som beskrevs av Horn 1870. Blackburneus aegrotus ingår i släktet Blackburneus och familjen Aphodiidae. Inga underarter finns listade.